# 延吉站
延吉站（：／ Yŏn'gillyŏk）是位于吉林省延边朝鲜族自治州延吉市站前街的一个铁路车站。车站建于1924年，有长图铁路经过该站，现办理货运业务，车站及其上下行区间均未实施电气化。车站距长春站477公里，距图们站52公里。隶属于中国铁路沈阳局集团延吉车务段，是客货二等站。

## 历史

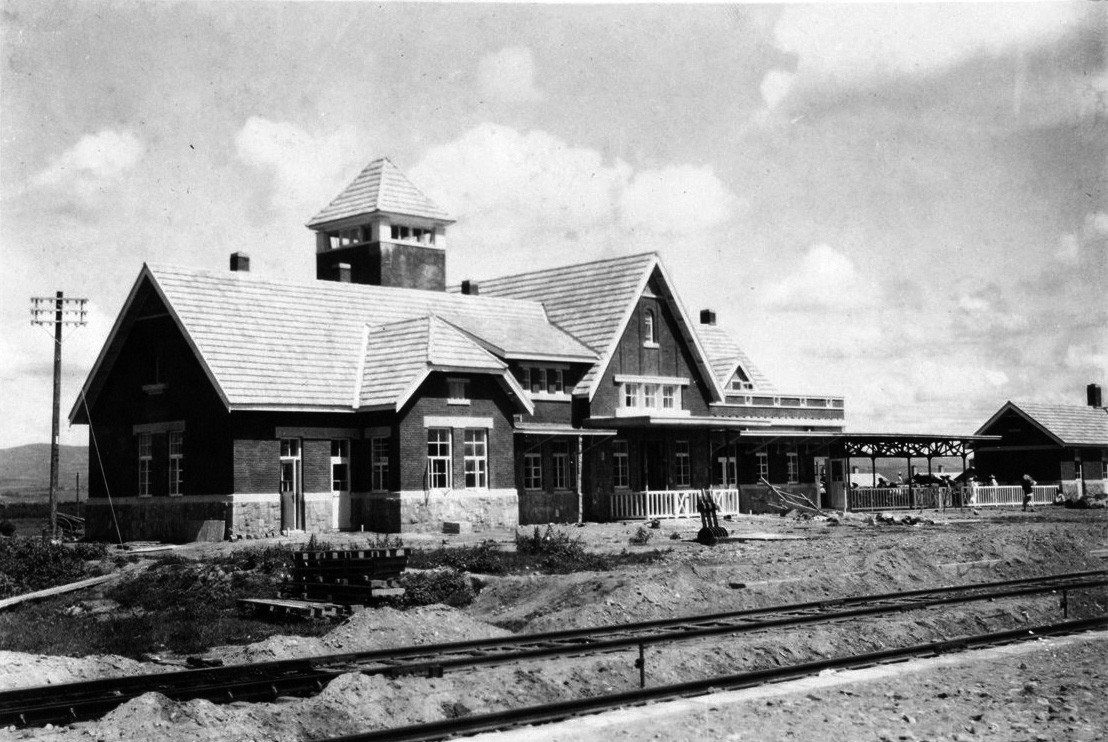
1930年代的延吉驿

1924年车站随轻便铁路天图路支线的建成而通车，当时名为局子街驿。1933年天图路被满铁收购，次年将全线准轨化并将车站改为京图线的一部分，同时车站改名为延吉驿。车站在1943年至1949年间被命名为间岛驿，1949年被改为现名。当时的站舍为一间单层砖房。
1986年车站重建站房，新站房为二层小楼。
由于站房自2000年以来随着当地经济发展而不敷应用，当地政府决定重建站房。新站房于2004年5月开工，10月30日竣工。2011年车站又将1站台改为高站台。2013年5月延吉站推出市郊月票政策：旅客定期乘坐火车通勤运行距离在100公里以内时，可在每月25日至次月5日期间到延吉站售票厅5号窗口办理市郊月票，享受月度乘车区间票价优惠，该月票于2014年6月1日取消。

## 车站结构

### 站房
延吉站目前的站房于2004年11月投入使用，面积8800平方米，外立面以朝鲜族民族服饰象帽为设计灵感。售票处位于站房右侧，设有10个售票窗口和2台自助取票机。候车区位于站房中部，设有两个普通候车室和1个软席候车室，共设有1000个候车座椅。在客流淡季时两个普通候车室仅开放其中1个。

### 站场

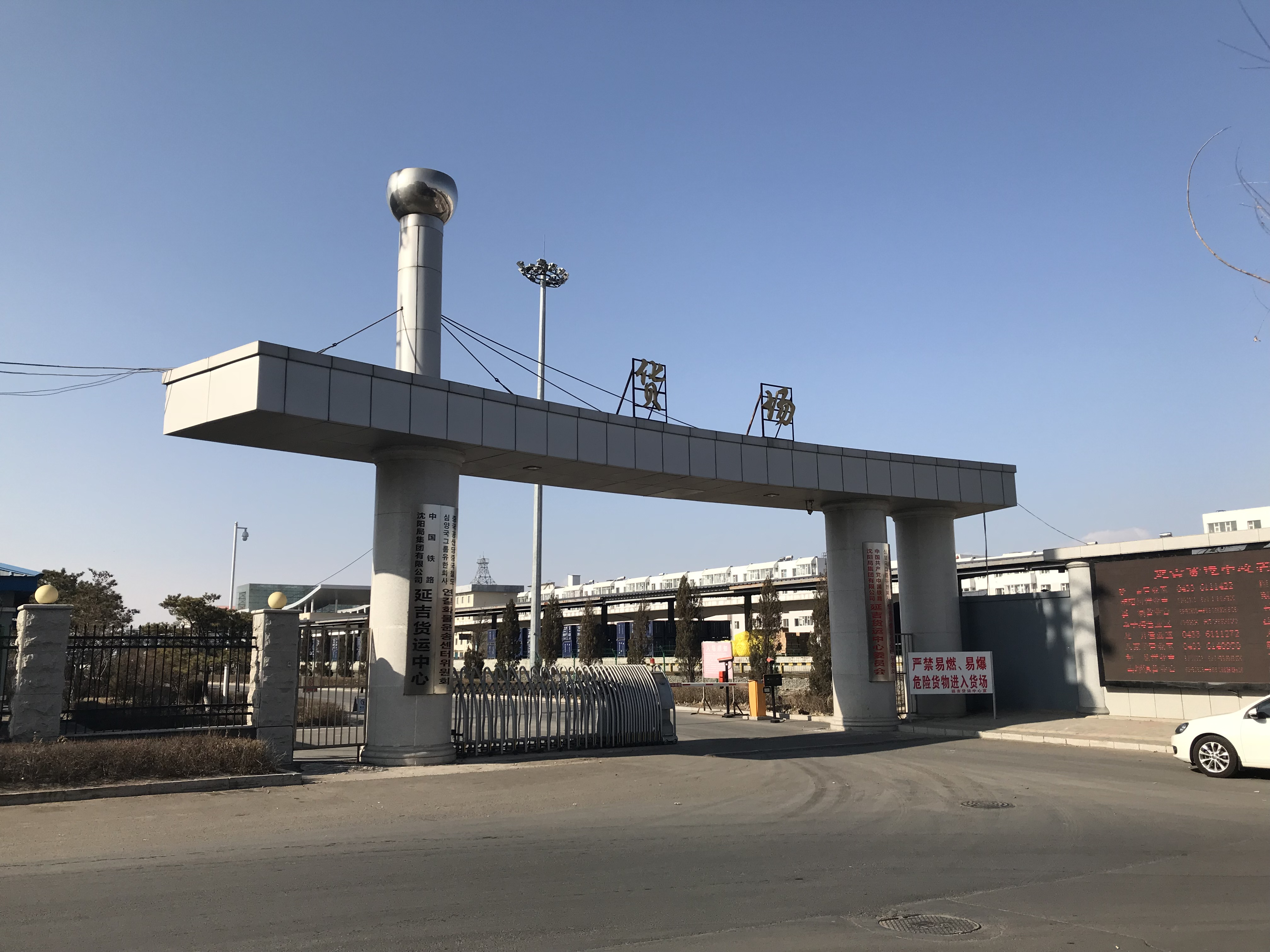
车站货场

延吉站设有两座客运站台。其中1站台为侧式站台，长560米，铺设有花岗岩并覆盖有钢结构雨棚。2站台为岛式站台，系低站台。站房和站台间通过一座天桥和一座地道连接。
车站货场位于铁新路28号，办理货运业务，但不办理散堆装货物发送、到达业务，为延边的内陆港。车站设有专用线通往万益土特产品批发交易市场服务有限公司和延吉市物资储运有限责任公司的专用线。
| 站房 |          | 进站口、售票、候车、检票口 |
| 站场 | 1号站台  | 1号站台                    |
| 站场 | 到发线   | 长图铁路 列车              |
| 站场 | 正线     | 长图铁路 列车              |
| 站场 | 2号站台  |                            |
| 站场 | 到发线   | 长图铁路 列车              |
| 站场 | 到发线   | 长图铁路 列车              |
| 站场 | 到发线   | 长图铁路 列车              |
| 站场 | 车站货场 |                            |